# Гетерозигота

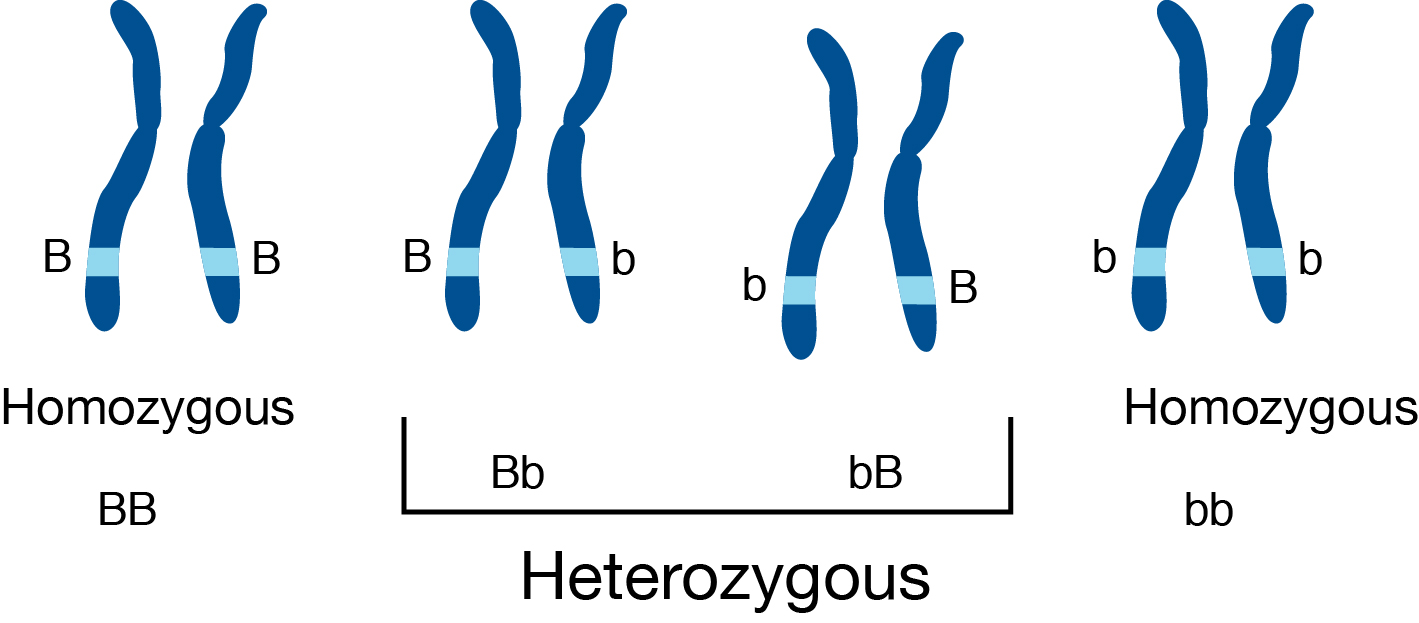
Гомозиготи і гетерозиготи

Гетерозигота — диплоїдне або поліплоїдне ядро клітини (іноді також клітина або багатоклітинний організм), копії генів яких в гомологічних хромосомах представлені різними алелями. Коли говорять, що даний організм гетерозиготний або гетерозиготний за геном X, це означає, що копії генів (або даного гену) в кожній з гомологічних хромосом дещо відрізняються один від одного, тобто походять від різних батьків.
У гетерозиготних індивідів на основі кожного з алелів, що кодуються даним геном, синтезуються кілька варіантів білка, транспортних або рибосомальних РНК, що відрізняються один від одного, в результаті чого в організмі з'являється суміш цих варіантів. Якщо зовні виявляється ефект тільки одного з них, то такий алель називають домінантним, а той, ефект якого не отримує зовнішнього виразу — рецесивним. За традицією, при схематичному зображенні схрещування, домінантний алель позначають великою буквою, а рецесивний — малою (наприклад, A і a). Іноді застосовуються інші позначення, наприклад скорочена назва гена із знаками плюс і мінус.
При повному домінуванні (як в класичних дослідженнях Менделя при успадкуванні форми горошин) гетерозиготна особина виглядає як домінантна гомозигота. При схрещуванні гомозиготних рослин з гладкими горошинами (AA) з гомозиготними рослинами із зморшкуватими горошинами (aa), у гетерозиготного потомства (Aa) горошини гладкі.
При частковій домінантності спостерігається проміжний варіант (як при успадкуванні кольору віночка квіток у багатьох рослин). Наприклад, при схрещуванні гомозиготних червоних гвоздик (RR) з гомозиготними білими (rr) у гетерозиготного потомства (Rr) віночки квіток рожеві.
Якщо зовнішні прояви є сумішшю дії обох алелів, як при успадкуванні груп крові у людини, то говорять про кодомінування.
Слід зазначити, що поняття домінантності і рецесивності були сформульовані в рамках класичної генетики і пояснення їх з позицій молекулярної генетики натрапляє на певні термінологічні і концептуальні труднощі.